# Grúixnoie
Grúixnoie - Грушное (rus) - és un poble (un possiólok) de l'óblast de Bélgorod, a Rússia. El 2010 tenia 10 habitants. Pertany al districte (raion) de Novi Oskol.